# Янг, Эдриан
Эдриан Сэмюэл Янг (англ. Adrian Samuel Young; род. 26 августа 1969, Лонг-Бич, Калифорния) — американский музыкант, ударник группы No Doubt.

## Биография
Родился 26 августа 1969 года в городе Лонг-Бич, Калифорния. Его родители были хиппи. Когда Эдриан был ещё маленьким, мать оставила семью, в которой, кроме него, было ещё четыре брата: Алекс, Джефф, Дэмиан и Аарон.

## No Doubt
Эдриан рано[уточнить] начал слушать рок-музыку. В 1987 году он впервые услышал местную группу No Doubt и стал её фанатом, посещая их выступления едва ли не с первого концерта. В том же году он начал играть на ударных. В 1989 году No Doubt подала объявление о поиске нового ударника. Янг пришёл на прослушивание, где рассказал о своём якобы шестилетнем опыте игры на ударных инструментах, после чего был принят в группу.
С 1989 года является постоянным участником No Doubt. Долгое время ему приходилось совмещать игру в группе с учёбой в колледже (как и Тони Канэл, он изучал психологию) и работой официантом в закусочной. Янг известен своей экстравагантной манерой поведения на сцене и в видеоклипах группы: нередко он появляется за барабанной установкой в стрингах, в юбках, с необычными причёсками или в толстом слое грима.

## Личная жизнь
В октябре 1999 года, во время концерта группы в клубе The Fillmore в Сан-Франциско, Эдриан неожиданно попросил подняться на сцену Нину Кент, свою подругу. В присутствии более тысячи фанатов он опустился перед ней на одно колено, признался ей в своей любви и просил её стать его женой. 16 января 2000 года они поженились.
9 февраля 2002 года у них родился сын Мэйсон Джеймс Янг, 10 июня 2011 года у пары родилась дочь Магнолия Рене Янг. В 2010 году Нина родила мертворожденную девочку, которую родители назвали Руби. 
Янг увлекается игрой в гольф.

## Сотрудничество с другими группами
После того как в деятельности No Doubt наступила длительная пауза, Янг очень много сотрудничал с другими коллективами в качестве ударника. Так, он участвовал в концертах групп Bow Wow Wow и Bing Ji Ling, принимал участие в записи альбомов Here’s to the Mourning (2005) альтернативной группы Unwritten Law и Awakened by Silence (2006) группы VAJA. Помимо этого, он тесно сотрудничает с исполнительницей Диланой — в рамках как студийных, так и концертных проектов. В период деятельности в No Doubt Янг выступал в составе панк-группы The Vandals (чью песню «Oi to the World» в 1997 году записала No Doubt), а также в проекте тромбониста No Doubt Гэбриэла Макнэра Oslo.

## Интересные факты
- Эдриан приложил руку к написанию двух песен No Doubt: Move On и Open the Gate[источник не указан 3632 дня];
- У Эдриана есть две татуировки: «No Doubt» над правым бедром и «1969» — с внутренней стороны правого запястья[источник не указан 3632 дня];
- Эдриан многому научился в плане техники игры на ударных у бас-гитариста Red Hot Chili Peppers Фли, когда последний продюсировал демозапись No Doubt[источник не указан 3632 дня];
- Журнал Playgirl в одном из своих выпусков признал Эдриана «Самым сексуальным музыкантом»[источник не указан 3632 дня];
- В своей профессиональной деятельности Эдриан использует барабаны Orange County, тарелки и барабанные палочки Zildjian, педали Drum Workshop и пластики Remo[источник не указан 3632 дня];
- Эдриан принял участие в написании музыки к фильму «Натюрморт» (2007 г.) совместно со Skid Row, Guns N’ Roses, Bad Religion и др.[источник не указан 3632 дня];
- Любимые исполнители: The Doors, The Beatles, Adam Ant, The Police, Madness, The Specials[источник не указан 3632 дня];
- Первый диск, приобретённый на свои деньги: Ramones — Road to Ruin[источник не указан 3632 дня];
- Песня, которую больше всего любит исполнять на концертах: Total Hate[источник не указан 3632 дня].